# تپه انجرلی ۱
تپه انجرلی ۱ مربوط به عصر مفرغ تا عصر آهن است و در شهرستان اسفراین، بخش مرکزی، دهستان زرق آباد، ۱ کیلومتری شرق روستای انجرلی واقع شده و این اثر در تاریخ ۲۲ آبان ۱۳۸۶ با شمارهٔ ثبت ۱۹۹۷۸ به‌عنوان یکی از آثار ملی ایران به ثبت رسیده است.